# 先割れスプーン (声優)
先割れスプーン（さきわれスプーン）は、日本の男性声優。アダルトゲームに声をあてることが多い。

## 出演作品
主役は太字。

### ゲーム
- 青空の見える丘（滝沢光一[1]）
- あやかしびと（一乃谷愁厳[2]）
  - あやかしびと -幻妖異聞録-（一乃谷愁厳[3]）
  - あやかしびと -幻妖異聞録- PORTABLE（一乃谷愁厳[4]）
- アンバークォーツ（須賀恭平[5]）
- VAMPIRE SWEETIE（ファウスト[6]）
- 終わる世界と双子座のパラダイス（須賀恭平）
- GALTIA（ゼノ[7]）
- 君の中のパラディアーム（ゼフィール）
- 倉野くんちのふたご事情（高崎十兵衛[8]）
- 黒と金の開かない鍵。（須藤透央）
- クロノベルト-あやかしびと&BulletButlersクロスオーバーディスク-（一乃谷愁厳）
- 恋する乙女と守護の楯（笹塚隆平[9]）
  - 恋する乙女と守護の楯 -The shield of AIGIS-（笹塚隆平）
  - 恋する乙女と守護の楯 Portable（笹塚隆平）
- 桜雪（鳥生七尾[10]）
- Si-Nis-Kanto（エド[11]）
- 塵骸魔京（峰雪綾[12]）
- 仁義なき乙女（朝生義之[13]）
  - 仁義なき乙女 恋恋三昧（朝生義之[14]）
- S-TRIPPER岳生Disk（西中島明彦）
- すみれの蕾（鈴城カナデ[15]）
- 世界でいちばんNGな恋（佐々木[16]）
  - 世界でいちばんNGな恋 ふるはうす（佐々木） [17]
- 絶対服従命令（ヴェルナー・ヘルツォーク[18]）
- Dies irae -Also sprach Zarathustra-（藤井蓮、メルクリウス）
  - Dies irae Also sprach Zarathustra -die Wiederkunft-」（藤井蓮、メルクリウス）
  - Dies irae ～Acta est Fabula～（藤井蓮[19]、メルクリウス[20]）
- デザートラブ 〜彼とのはじまり〜（高嶋祐太郎[21]）
  - デザートラブ 〜スィートプラス〜（高嶋祐太郎）
- 咎狗の血（アキラ[22]）
- ノストラダムスに聞いてみろ♪（氷川佐之）
- 花陰 -堕ちた蜜華-（桐島冬吾[23]）
- 双子座のパラドクス（諸星総二[24]、諸星総一[25]）
- プリティ☆ウィッチ☆アカデミー!（カルロス[26]）
- ぷり・プリ 〜PRINCE×PRINCE〜（キャンディ[27]）
- 紅色天井艶妖綺譚（七絡[28]）
- PersonA 〜オペラ座の怪人〜（レミィ[29]）
- 星の王女 〜宇宙意識に目覚めた義経〜（武蔵坊弁慶[30]）
  - 星の王女 〜宇宙意識に目覚めた義経〜 18禁追加ディスク（武蔵坊弁慶[31]）
- Memories（十津道也[32]）
- 神咒神威神楽（天魔・夜刀[33]）

### ドラマCD
- 青空の見える丘 シリーズ（滝沢光一）
  - 青空の見える丘 ドラマCD 第1弾 秋のメイド服トラブル!
  - 青空の見える丘 ドラマCD 第2弾 冬のクリスマススクランブル
  - 青空の見える丘 ドラマCD 第3弾 真冬のバラエティハッスル
  - 青空の見える丘 ドラマCD 第4弾 真冬のバラエティハッスルセカンド
- あやかしびとドラマCD Vol.1 THE DAY AFTER TOMORROW IN カミサワ ――我々 は、閉じ込められた（一乃谷愁厳）
  - あやかしびとドラマCD Vol.2 幻燈夏（一乃谷愁厳）
- GALTIA ドラマCD Vol.5 ゼノ編‐輪廻の守人‐（ゼノ）
- 君の中のパラディアーム ドラマCD 火の章（ゼフィール）
  - 君の中のパラディアーム ドラマCD 水の章（ゼフィール）
- 黒と金の開かない鍵。 第1弾 <郁人&透央編>（須藤透央[34]）
- Si-Nis-Kanto ドラマCD Another Story Vol.1、2、4、5、6（エド[35]）
- 絶対服従命令 ドラマCD「パラダイス・スカイ」（ヴェルナー・ヘルツォーク[36]）
  - 絶対服従命令「ブラックパール」ドラマCD vol.2（ヴェルナー・ヘルツォーク[37]）
- Dies irae -Also sprach Zarathustra-（藤井蓮、メルクリウス）
- デザートラブ スウィートプラス（高嶋祐太郎）
- 咎狗の血 シリーズ（アキラ）
  - 咎狗の血 Image drama CD vol.1・2[38][39]
  - 咎狗の血 ANOTHER STORY 〜RIN
- 花陰 -堕ちた蜜華- 宵月（桐島冬吾[40]）

### OVA
- 黒と金の開かない鍵。（須藤透央[41]）